# Thomas J. Richardson
Thomas Joseph Richardson (* 1961) ist ein US-amerikanischer Informatiker.
Richardson ist promoviert und Vizepräsident für Ingenieurwesen bei Qualcomm.
Er gilt als Experte für iterative Kodierungsverfahren und war mit Rüdiger Urbanke wesentlich an der Renaissance der Low-Density-Parity-Check-Codes (LDPC) verantwortlich, die nahe an der Kapazitätsgrenze von Kommunikationskanälen (Shannon-Grenze) operieren können. Mit Urbanke schrieb er ein Lehrbuch über Kodierungstheorie.
2002 erhielt er den IEEE Information Theory Society Paper Award mit Urbanke und 2014 erhielten beide die Richard-W.-Hamming-Medaille. Er ist Fellow des IEEE. 2011 wurde er Mitglied der National Academy of Engineering.

## Schriften
- mit Rüdiger Urbanke: Modern Coding Theory, Cambridge University Press 2008
- mit Urbanke: The Capacity of Low-Density Parity-Check Codes Under Message-Passing Decoding, IEEE transactions on information theory, Band 47, 2001, S. 599–618
- mit Urbanke, Amin Shokrollahi: Design of capacity-approaching irregular low-density parity-check codes, IEEE transactions on information theory, Band 47, 2001, S. 619–637
- mit Urbanke: Efficient encoding of low density parity check codes, IEEE Trans. Inf. Theory, Band 47, 2001, S. 638–656
- mit S. Y. Chung, G. D. Forney, Urbanke: On the design of low-density parity-check codes within 0.0045 dB of the Shannon limit, IEEE Communications letters, Band 5, 2001, S. 58–60
- mit  S. Kudekar, R. Urbanke: Threshold Saturation via Spatial Coupling: Why Convolutional LDPC Ensembles Perform So Well over the BEC, IEEE Transactions on Information Theory, Februar 2011